# 웨스 오버뮬러
웨슬리 미첼 오버뮬러(Wesley Mitchell Obermueller, 1976년 12월 22일 ~ )은 미국의 야구 선수이다.